# Verena Guido

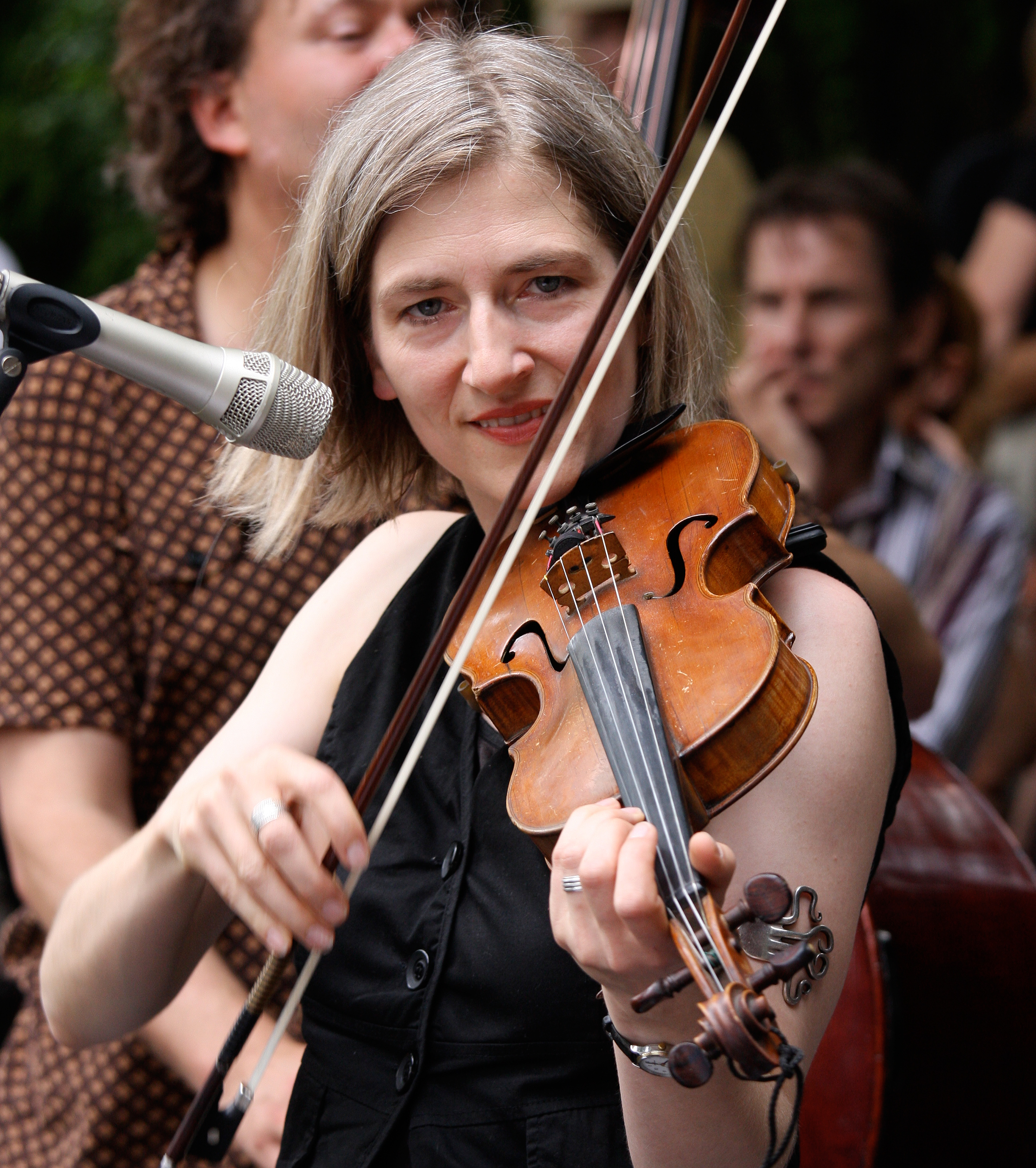
Verena Guido, 2009

Verena Guido ist eine deutsche Chansonsängerin, Multiinstrumentalistin und Komponistin.

## Leben und Wirken
Guido absolvierte ein klassisches Querflötenstudium am Koninklijk Conservatorium in Den Haag und schloss mit dem Konzertexamen ab. Davor hatte sie zunächst einige Semester Germanistik an der LMU München studiert. Sie trat mit Ensembles der Alten und Neuen Musik wie dem Concerto Köln, der Scola Heidelberg und Sarband auf. Daneben wandte sie sich zunehmend dem Chanson zu. 1993 wurde sie Mitglied des deutsch-französischen Jazzensembles Puzzle Vivant, mit dem sie in Deutschland, Frankreich und der Schweiz auftrat, Rundfunkaufnahmen für den Deutschlandfunk, den Saarländischen Rundfunk und die Deutsche Welle produzierte und beim WDR das Album Puzzle Vivant live im Pantheon aufnahm.
Weiterhin arbeitete sie mit der Kölner Band Ballhaus nuevo zusammen, mit der die Alben Lügen ist menschlich und Schade, schade entstanden; Letzteres erhielt den Vierteljahrespreis der Deutschen Schallplattenkritik. Mit ihrem eigenen Trio (mit Dietrich Thomas und Stefan Döring) trat Guido in ganz Europa sowie beim Deutschlandfunk, im WDR und im Saarländischen Rundfunk auf. Daneben arbeitet sie auch solistisch, wobei sie sich auf dem Klavier, dem Akkordeon oder der Ukulele begleitet. Für ihr Soloprogramm Ich bin dein Nachtgespenst erhielt sie 2003 den Sonderpreis bei der St. Ingberter Pfanne.
Als Akkordeonistin und Geigerin wirkte Guido an verschiedenen Theaterproduktionen mit, so am Theater im Bauturm in Köln, im Stück Calkigari am Schauspiel Bonn und in Punch and Judy am Düsseldorfer Schauspielhaus. Seit 2004 komponiert und arrangiert sie die Musiken für die Freilandtheaterproduktionen im fränkischen Bad Windsheim. Hier entstand 2006 mit dem Autor und Regisseur Christian Laubert die Kriminaloper Nur heute Nacht, Marlene. Das Stück des Jahres 2010 hieß Sommerfrische, 2011 stand Der Apfelgarten auf dem Programm.

## Kompositionen für Hörspiele
- Marlov – Blue von David Zane Mairowitz (Regie: Jörg Schlüter, Produktion: WDR 2016)
- Die Liebe sucht ein Zimmer von Jerzy Jurandot (Regie: Hans Helge Ott, Produktion: RB 2017)[2]
- Moabit von Volker Kutscher (Regie: Thomas Leutzbach, Produktion: WDR 2018)
- Der nasse Fisch von Volker Kutscher (Regie: Benjamin Quabeck, Produktion: WDR/RB/RBB 2018)
- Der stumme Tod von Volker Kutscher (Regie: Benjamin Quabeck, Produktion: WDR/RB/RBB/DLF 2020)
- 28 Tage lang von David Safier (Regie: Ulrich Lampen, Produktion: RB 2021)
- Goldstein von Volker Kutscher (Regie: Benjamin Quabeck, Produktion: WDR/RB 2022)[3]
- Erdsee von Ursula K. Le Guin (Regie: Jörg Schlüter, Produktion: WDR2022)[4]
- Marlov in Tschernobyl, von David Zane Meyerowitz, WDR 2023, Regie Jörg Schlüter
- Dämonenjäger Ewald Heine, 10-teilige Hörspielserie, WDR 2024, Regie Thomas Leutzbach

## Belege
1. ↑  Verena Guido auf LinkedIn, abgerufen am 23. August 2018.
2. ↑  "Die Liebe sucht ein Zimmer" von Jerzy Jurandot, kulturradio.de vom 26. Januar 2018, abgerufen am 23. August 2018.
3. ↑  Goldstein - Ein Fall für Gereon Rath. Abgerufen am 20. Februar 2023.
4. ↑  Erdsee - Fantasy-Hörspiel-Podcast. Abgerufen am 20. Februar 2023.

| Personendaten    | Personendaten                                       |
| ---------------- | --------------------------------------------------- |
| NAME             | Guido, Verena                                       |
| KURZBESCHREIBUNG | deutsche Chansonsängerin und Multiinstrumentalistin |
| GEBURTSDATUM     | 20. Jahrhundert                                     |